# Força Aérea da Estônia

Rondó da Força Aérea da Estônia.

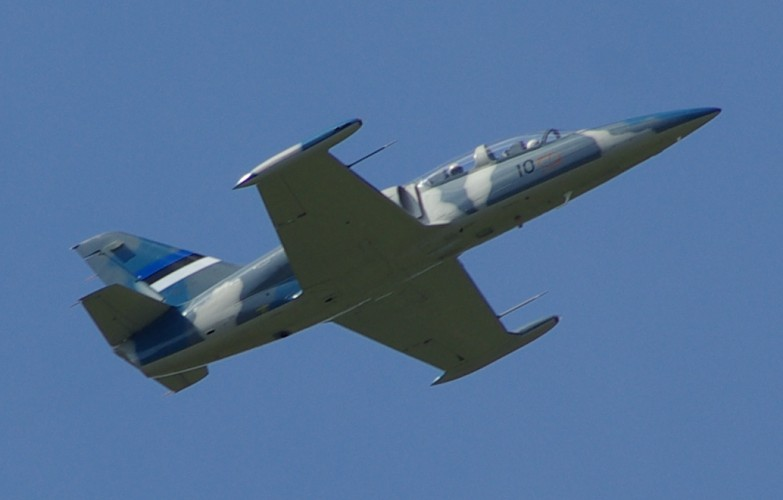
Um L-39 Albatros estoniano.

A Força Aérea da Estônia (em estoniano: Eesti Õhuvägi) é o ramo aéreo de defesa da Estônia. Está localizada na Base Aérea de Ämari e opera com duas aeronaves Antonov An-2 e quatro helicópteros Robinson R44. Dois Aero L-39 Albatros estão sendo arrendados para fins de treinamento.
A defesa aérea da Estônia é garantida pela OTAN, que efetua um rodízio a cada quatro meses entre os seus Estados-membros e envia quatro aeronaves para a Lituânia a fim de efetuarem esse policiamento aéreo nos três países bálticos.
As baterias de defesa aérea são equipadas com 100 canhões ZU-23-2 e mísseis Mistral.
O radar primário Lockheed Martin TPS-117 da Estônia está localizado em Kellavere e está integrado com a rede de defesa aérea BaltNet dos Países Bálticos. A Base Aérea de Ämari também hospeda o radar analógico de curto-alcance ASR-8.